# 코홀트
2009년, 멤버 OSCAR, KANGKOOK 두 멤버와 함께 설립된 힙합 크루이다.

## 소속 아티스트
- KEITH APE
- OKASIAN
- Bryan Chase
- 콕재즈
- 제레미 퀘스트
- AMKAY
- DAVID JEUNE
- OSCAR
- 제이올데이
- KANGKOOK